# Выборы организаторов Кубка Азии по футболу 2027
Выборы организаторов Кубка Азии по футболу 2027 состоялись 1 февраля 2023 года на Конгрессе АФК в Манаме, Бахрейн. Саудовская Аравия была выбрана хозяйкой турнира.

## Процесс подачи заявок
3 декабря 2019 года Азиатская конфедерация футбола (АФК) объявила о начале выбора страны-хозяйки Кубка Азии 2027, открыв процесс подачи заявок для главного турнира конфедерации. Процесс начался в начале 2020 года, а окончательное решение ожидалось в 2022 году.
Первый расширенный до 24 команд турнир состоялся в январе 2019 года в Объединённых Арабских Эмиратах, став важным шагом вперёд в плане медийного освещения, участия команд и организационных стандартов.
В 2023 году Кубок Азии принял Катар, а турнир 2027 года также пройдёт в Западной Азии, где Саудовская Аравия стала единственным кандидатом.
Президент АФК шейх Салман бин Ибрахим Аль-Халифа подчеркнул, что странам-хозяйкам будущих Кубков Азии следует предоставлять больше времени на подготовку, и решение о месте проведения турнира 2027 года должно быть принято как можно раньше.
2 апреля 2020 года АФК продлила срок подачи «заявлений о заинтересованности» от ассоциаций-членов до 30 июня (изначально крайний срок был установлен на 31 марта). Решение было принято с учётом пандемии COVID-19, чтобы предоставить ассоциациям, пострадавшим от глобального кризиса, достаточное время для внутренних процедур.
На заседании в Гонконге в декабре 2019 года Исполнительный комитет АФК согласовал предоставление странам-хозяйкам Кубка Азии большего времени на подготовку, начиная с турнира 2027 года.
1 июля 2020 года АФК подтвердила, что пять ассоциаций изначально выразили заинтересованность в проведении Кубка Азии 2027 года. К 16 декабря их число сократилось до четырёх после выхода Узбекистана из процесса.
В июле 2021 года Исполнительный комитет АФК объявил, что выбор страны-хозяйки будет перенесён на 2022 год, а не состоится на 31-м Конгрессе АФК 27 ноября. Причиной переноса стали «существующие трудности», вызванные пандемией COVID-19.
17 октября 2022 года Исполнительный комитет АФК сообщил, что место проведения Кубка Азии 2027 года будет определено на следующем Конгрессе АФК 1 февраля 2023 года в Манаме, Бахрейн. На Конгрессе Саудовская Аравия была официально утверждена страной-хозяйкой турнира.

## Подтверждённая заявка

### Саудовская Аравия
Саудовская Аравия официально объявила о своём намерении провести Кубок Азии 6 февраля 2020 года. Успешное получение права на проведение турнира сделало этот случай первым в истории, когда Кубок Азии будет организован страной Ближнего Востока.
Официальный логотип турнира с лозунгом «Вперёд для Азии» был представлен в сентябре 2020 года, ещё до того, как Саудовская Аравия получила право на проведение соревнований.
Для подачи заявки Саудовская Аравия выбрала следующие города и стадионы:

#### Основной список
- Эр-Рияд: Международный стадион имени короля Фахда — 80 015 мест (после реконструкции).
- Эр-Рияд: Стадион Университета имени короля Сауда — 27 220 мест (после реконструкции).
- Эр-Рияд: Стадион принца Фейсала бин Фахда[англ.] — 43 912 мест (после реконструкции).
- Эр-Рияд: Эр-Риядский стадион — 21 082 места (новый).
- Эр-Рияд: Стадион Киддии[англ.] — 22 163 места (новый).
- Джидда: Стадион спортивного комплекса имени короля Абдаллы — 65 000 мест.
- Джидда: Стадион имени принца Абдуллы аль-Файсала — 27 000 мест (после реконструкции).
- Даммам: Даммамский стадион[англ.] — 47 271 место (новый).

#### Резервный список
- Даммам: Стадион имени принца Мохаммеда бин Фахда[англ.] — 22 042 места.
- Даммам: Стадион имени принца Сауда бин Джалави[англ.] — 24 440 мест (после реконструкции).

## Отменённые заявки

### Индия
5 июня 2019 года президент Всеиндийской  футбольной федерации Прафул Патель выразил интерес  Индии к проведению Кубка Азии 2027 года. 5 апреля 2020 года Индия официально подала документы для участия в конкурсе, что было подтверждено представителями федерации. 16 декабря 2020 года федерация официально заявила о своей кандидатуре, а лозунг «Яркое будущее вместе» был представлен в качестве официального символа турнира.
В случае успеха Индия впервые в истории стала бы страной-хозяйкой Кубка Азии. Однако 16 августа 2022 года Индия была временно отстранена ФИФА из-за вмешательства политических структур, тем самым заявка была приостановлена. После снятия санкций 26 августа Индия вновь стала претендентом на проведение турнира. Тем не менее, 5 декабря 2022 года Исполнительный комитет Всеиндийской федерации футбола решил отозвать заявку.

### Иран
29 апреля 2020 года  Иран выразил интерес к проведению турнира. Ранее страна дважды принимала Кубок Азии — в 1968 и 1976 годах. Однако, в отличие от других участников, Иран не представил официального слогана для заявки. 13 октября 2022 года Иран официально отозвал свою заявку.

### Катар
28 апреля 2020 года  Катар заявил о намерении принять Кубок Азии 2027 года. В октябре и декабре того же года Футбольная ассоциация Катара представила свои предложения по организации турнира. Страна ранее дважды принимала Кубок Азии — в 1988 и 2011 годах. Однако, после успешной заявки на проведение Кубка Азии 2023 года, Катар отозвал свою кандидатуру на 2027 год, так как не мог принимать два турнира подряд.
Лозунг «Празднующая Азия» был представлен в качестве официального символа турнира во время финала Кубка эмира Катара 2020 года на стадионе Ахмада бин Али в городе Эр-Райян.

### Узбекистан
16 сентября 2019 года президент  Узбекистана Шавкат Мирзиёев встретился в Ташкенте с президентом АФК шейхом Салманом бин Ибрахимом Аль-Халифой. На встрече обсуждалось сотрудничество Узбекистана с АФК в популяризации футбола, развитии молодёжного и женского футбола, а также возможность проведения международных турниров.
В связи с визитом шейха Салмана в Ташкент, узбекские СМИ сообщили, что страна рассматривалась как один из основных претендентов на проведение Кубка Азии 2027 года. Однако 16 декабря 2020 года Футбольная ассоциация Узбекистана уведомила АФК об отказе от своей заявки. В случае успеха это стало бы первым проведением турнира в истории страны.

## Ранее заявленный интерес

### Ирак и Иордания
В декабре 2019 года  Ирак и  Иордания выразили интерес к совместной заявке на проведение Кубка Азии 2027 года. Планировалось реализовать этот проект, однако ассоциации-члены этих стран не подали официальных заявок до установленного срока 30 июня 2020 года.